# Tremezzo
Tremezzo (Tremezz in dialetto comasco, AFI: /treˈmɛts/), è un municipio di 1 288 abitanti del quasi omonimo comune di Tremezzina, nella provincia di Como in Lombardia. Fino al 3 febbraio 2014 costituiva un comune autonomo.

## Storia
Sul territorio di Tremezzo sono stati riportatti alla luce reperti di epoca preromana e, nella località di Intignano, alcune tombe romane.

Territorio dell'ex comune di Tremezzo all'interno della provincia di Como

Durante la guerra decennale, Tremezzo subì per ben due volte un saccheggio da parte delle truppe di Como.
Dal 1808 al 1816 e dal 1928 al 1947 Tremezzo fu già due volte la sede dell'ampliato Comune di Tremezzina.

### Il bombardamento dell'albergo Bazzoni
Nella notte fra il 29 e 30 aprile 1945 un aereo bombardò la costa occidentale del lago di Como antistante la Tremezzina distruggendo a Tremezzo l'albergo Bazzoni e uccidendo sedici civili presenti nell'edificio. La nazionalità del bombardiere sembrerebbe sconosciuta. Secondo i racconti di abitanti di Griante, paese dell'area bombardata, il bombardiere si avvalse di bengala per illuminare l'area sulla quale effettuò due passaggi; dopo il bombardamento gli abitanti temettero che si fosse trattato di un aereo tedesco, cui le voci del tempo aggiunsero la presenza, impossibile, a bordo del figlio di Mussolini. L'ipotesi di un bombardamento tedesco, per rappresaglia contro l'uccisione di Mussolini, è contenuta anche in un lancio di agenzia della Australian Associated Press (AAP) intitolato Germans Avenge Mussolini's Execution (I tedeschi vendicano l'uccisione di Mussolini), pubblicato il 3 maggio 1945. Secondo ipotesi avanzate da alcuni storici, il bombardamento sarebbe stato una rappresaglia degli inglesi, indispettiti dal fatto che la cattura e l'esecuzione di Mussolini fosse avvenuta al di fuori del controllo delle forze alleate, causando anche il mancato recupero del presunto carteggio "Churchill Mussolini". La cronologia dell'attività dell'aviazione americana indica che, quella notte, vicino al lago di Como, vennero compiuti, da parte del Twelfth Air Force, degli attacchi tattici con A-20 e A-26 contro dei convogli motorizzati.

### Simboli
Lo stemma e il gonfalone del comune di Tremezzo erano stati concessi con decreto del presidente della Repubblica del 7 ottobre 1977.
(D.P.R. del 7 ottobre 1977)

Il gonfalone era un drappo partito di bianco e di azzurro.

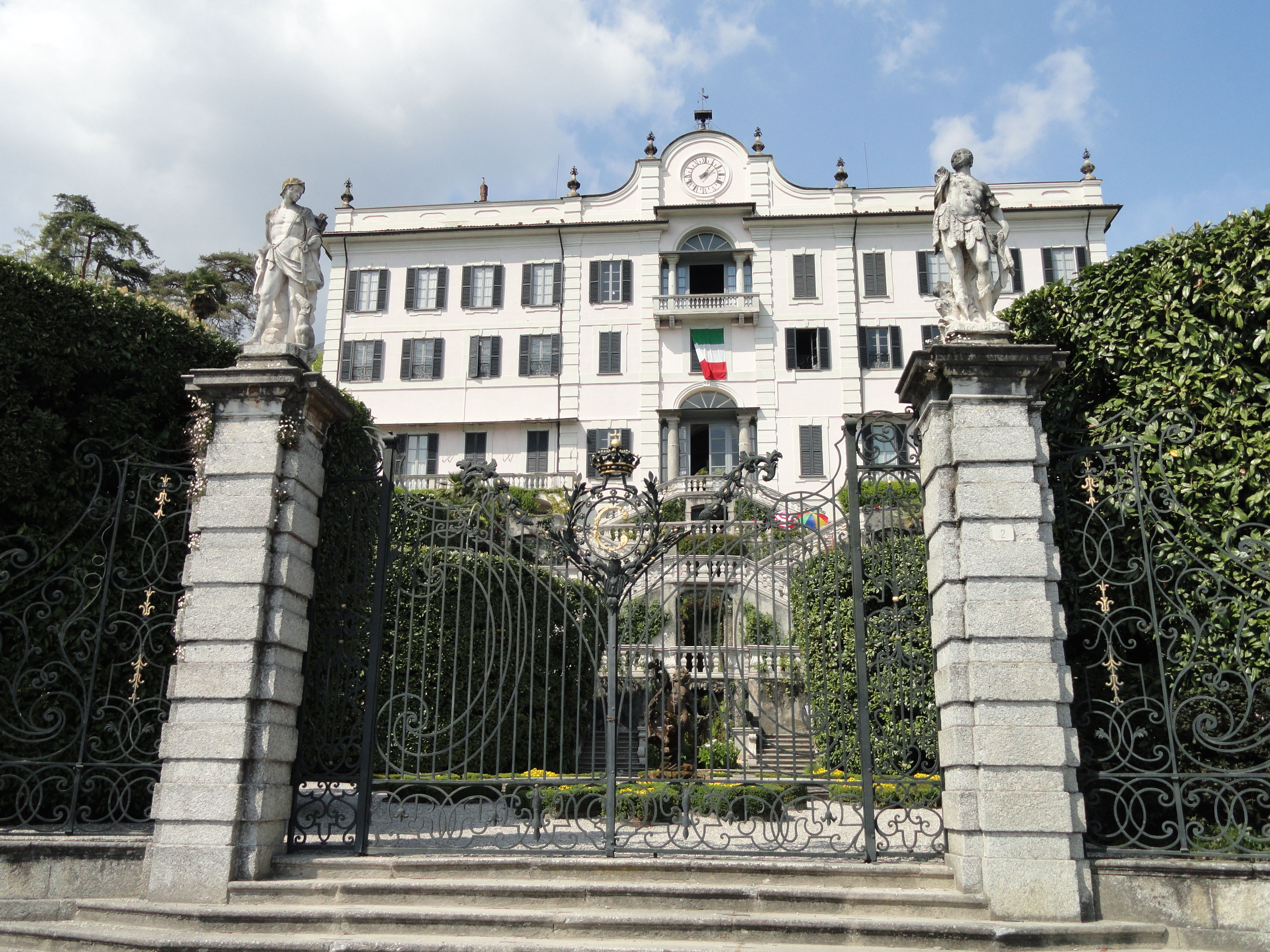
Villa Carlotta

## Monumenti e luoghi d'interesse

### Architetture civili

#### Villa Carlotta
Villa Carlotta, costruzione del XVIII secolo, appartenne a Gian Battista Sommariva che vi raccolse importanti opere di Antonio Canova e di Luigi Acquisti.

#### Villa Sola Busca
Citata da Cesare Cantù come "Gioconda", Villa Sola Busca, fu costruita nei primi del Settecento per volere dei duchi Del Carretto. Da questi ultimi, la villa fu venduta ai Brentano Grianta (originari di Griante), fautori della realizzazione di un primo imbarcadero. Da questi la villa passò a Gabrio Serbelloni. Presso la villa dimorarono il poeta Giuseppe Parini, che vi lavorò per nove anni come precettore, e il matematico Paolo Frisi. Agli inizi del XIX secolo, Gian Galeazzo Serbelloni, figlio di Gabrio, commissionò una ristrutturatazione in stile neoclassico, che risultò nelle forme attuali della villa. Al 1813 risale la ristrutturazione dell'imbarcadero, curata da Bernardino Francesco Ferrari.  La villa, nota anche come "Villa Serbelloni Sola Cabiati" o come  "La Quiete",  è introdotta da un vasto giardino all'italiana.

#### Villa Meier

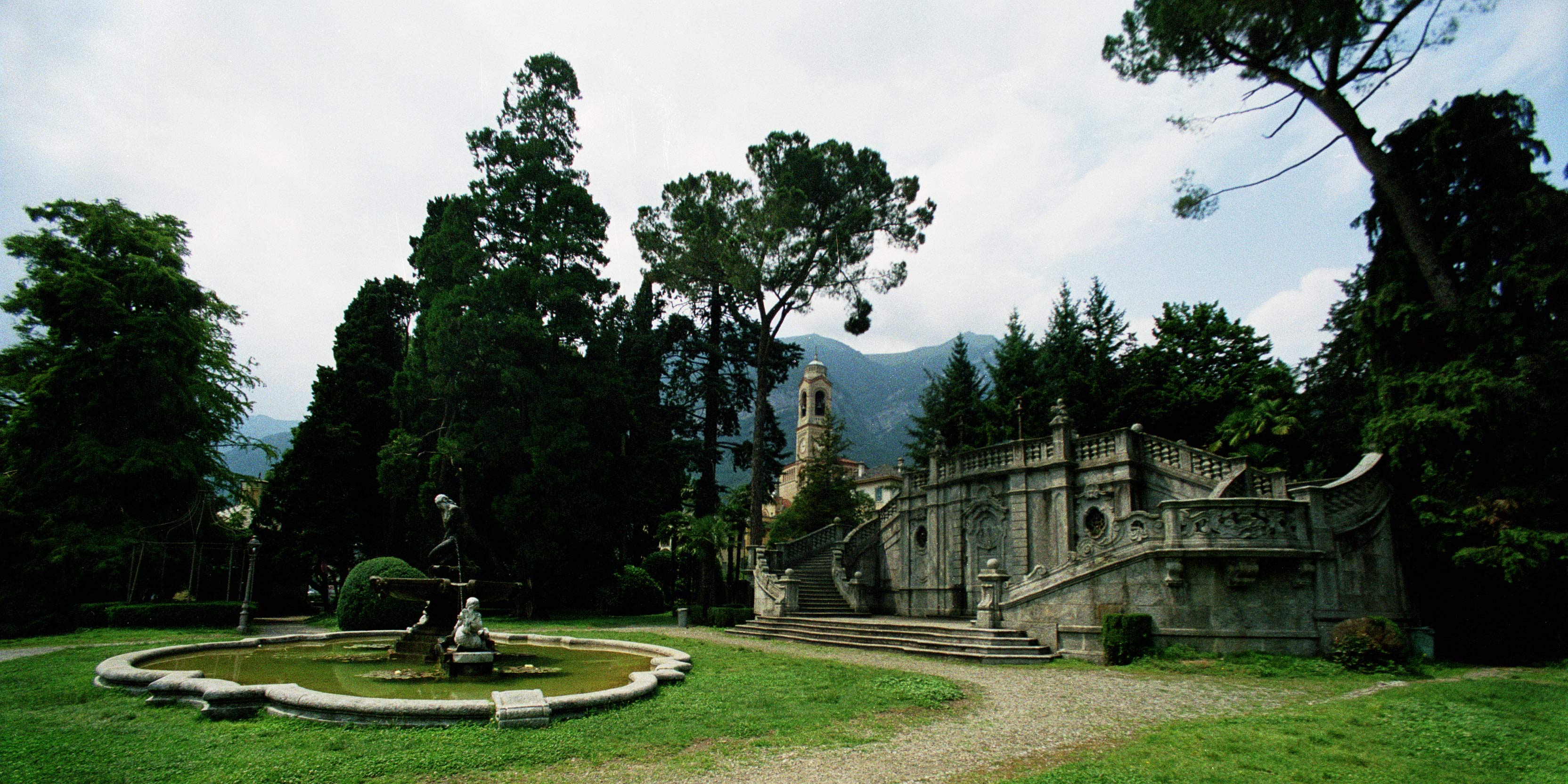
La doppia scala dei giardini pubblici del parco Meier

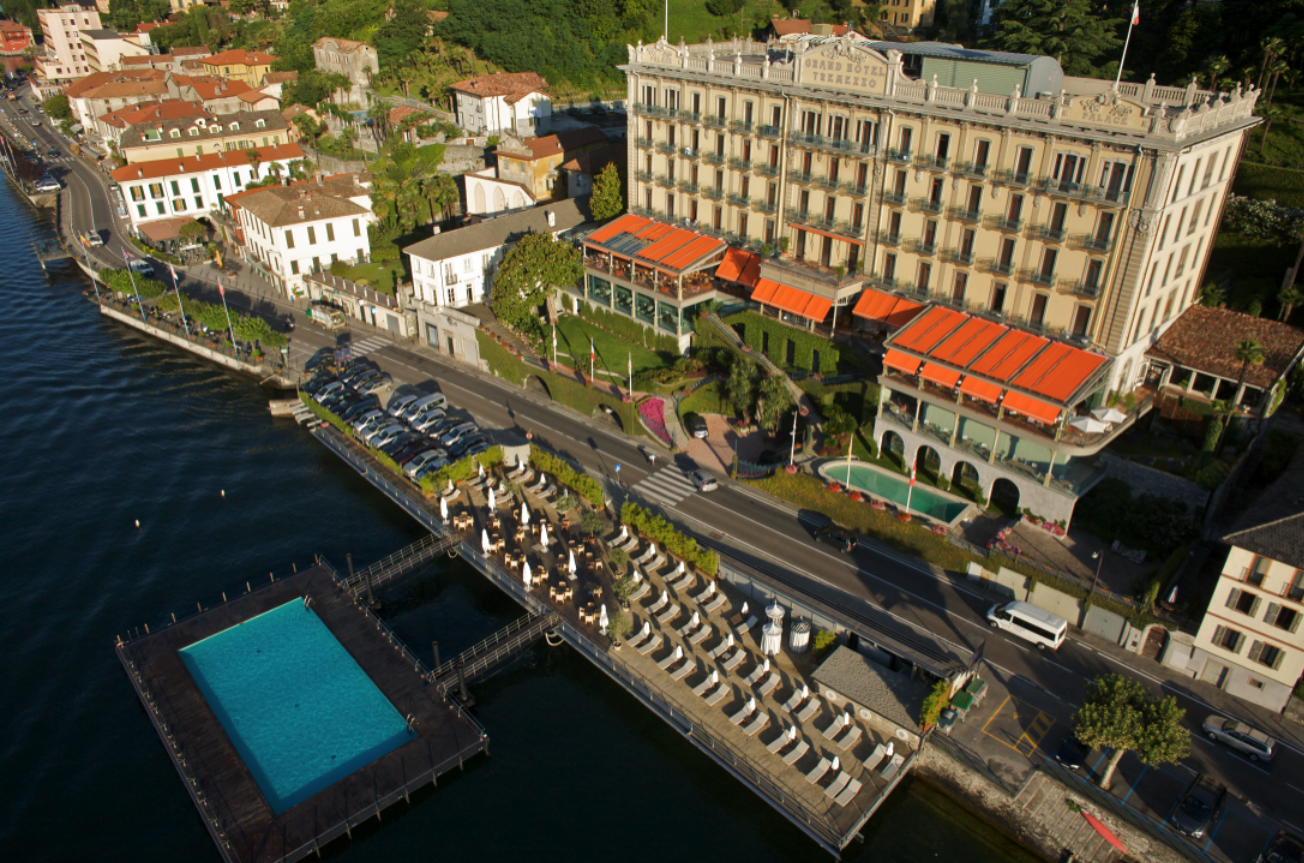
il Grand Hotel Tremezzo

Villa Meier, che presenta un'architettura neoclassica, venne costruita attorno alla metà del XIX secolo, su commissione di alcuni avvocati milanesi, i quali diedero all'edificio il nome di Villa Ortensia (od Hortensia). Conosciuta anche come Villa Mainona, è situata all'interno di un parco romantico progettato da Pietro Lingeri, al quale l'industriale svizzero Roberto Meier aveva affidato l'incarico di ristrutturare l'intero complesso che, nel 1919, era stato danneggiato da un incendio divampato durante una smilitarizzazione dell'area: durante la prima guerra mondiale, la villa era infatti stata impiegata per finalità belliche. Il parco, che oggi costituisce un giardino pubblico, si compone di due parti, collegate tramite un ponte progettato da Lingeri per scavalcare la strada statale Regina. Tra le altre opere architettoniche ideate da questo progettista per il complesso si trovano anche l'imbarcadero, la doppia scala a valle del ponte (ispirata alla scalinata di Villa Colonna a Roma) e la tribuna monumentale che delimita la parte più a monte del parco. 

#### Le ville razionaliste di Lingeri
A Tremezzo, Pietro Lingeri curò anche i progetti di due edifici in stile razionalista, costruzioni legate entrambe alla vita dell'Associazione Motonautica Italiana Lario (AMILA).
- Villa Silvestri (1929-1932),[24][25] commissionata dal membro dell'AMILA Carlo Silvestri,[25] realizzata in sasso di Moltrasio[24] nel luogo dove in precedenza si trovava un cantiere nautico[24][25].
- Villa AMILA, progettata tra il 1926[26] e il 1927[23][27] come sede della già citata associazione di motonautica.[23][27] Dopo lo scioglimento dell'AMILA, avvenuto nel 1938,[23] dal 1942[27] l'edificio divenne dimora di Sandro de Col,[23][27] industriale e sportivo[28] tra i fondatori della Centomiglia del Lario[29]. Realizzata in calcestruzzo armato, la villa fu edificata nel 1931, in soli sei mesi, e successivamente ristrutturata nel 1947.[27]

#### Villa Albertoni ("La Carlia")
Villa Albertoni, nota anche come Villa Carlia (o, semplicemente, "La Carlia") venne iniziata attorno al 1676, su progetto di Antonio de Carli. Terminata nel 1684, la villa deve il proprio aspetto neoclassico ad alcuni interventi di rimaneggiamento implementati agli inizi del XIX secolo. Solo sulla carta restò invece probabilmente un progetto di ristrutturazione iniziato sul finire degli anni 1940, commissionato a Pietro Lingeri da Maria Giovanna Albertoni Pirelli, in quel tempo proprietaria della villa. Dal 1988, l'edificio ospita una serie di appartamenti indipendenti.

#### Altro
Degni di menzione sono anche:
- Villa Boliviana, risalente alla seconda metà del XVII secolo[33];
- Villa Pensiero, edificata a fronte lago nel XVIII secolo[34];
- il Grand Hotel Tremezzo, albergo di lusso realizzato tra il 1907 e il 1910[35] secondo gli stilemi dell'art nouveau[36];
- Villa Pessina, risalente agli anni 1920, copia di villa La Gaeta[37] .

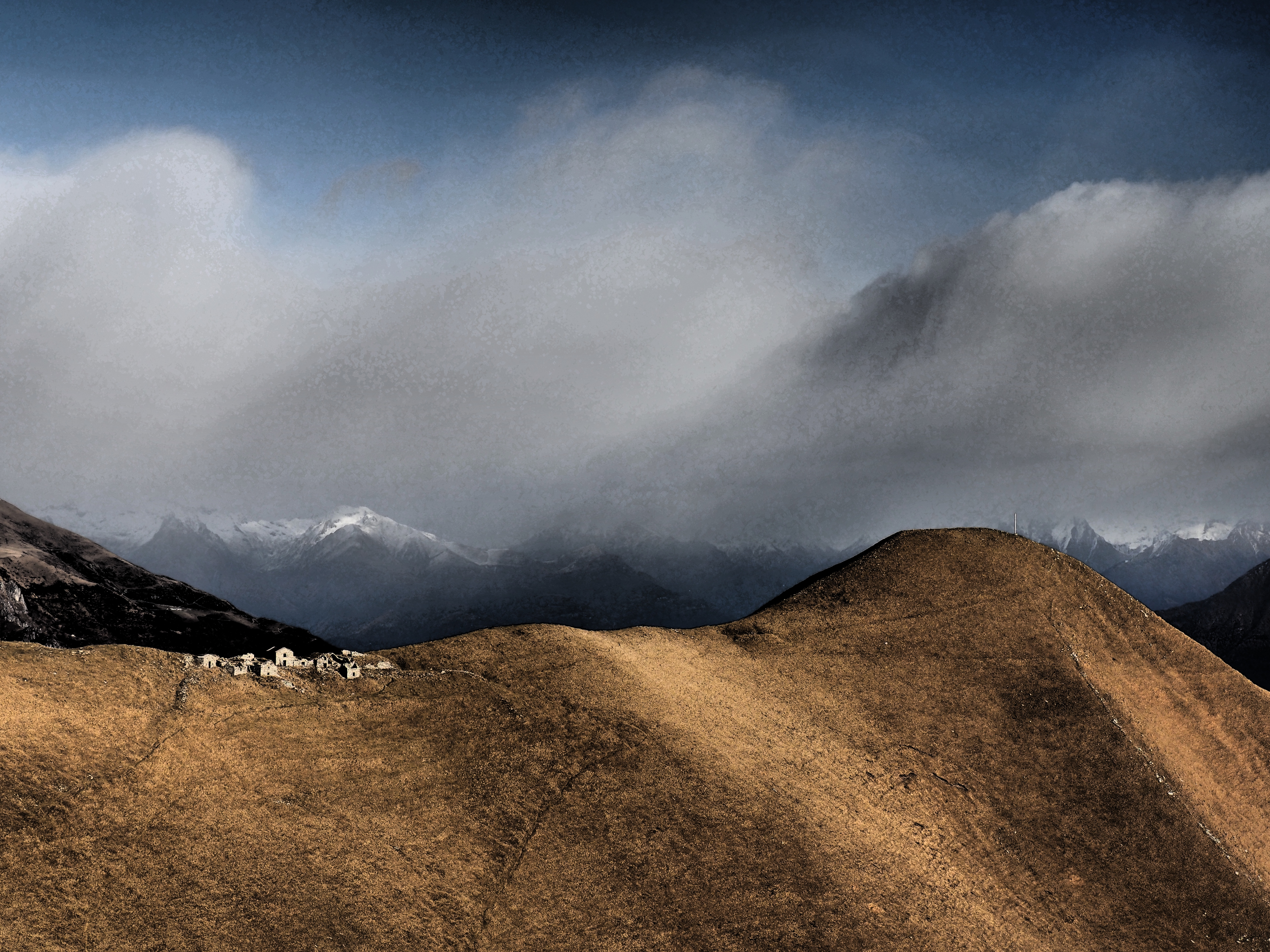
Resti dell'alpe di Tremezzo

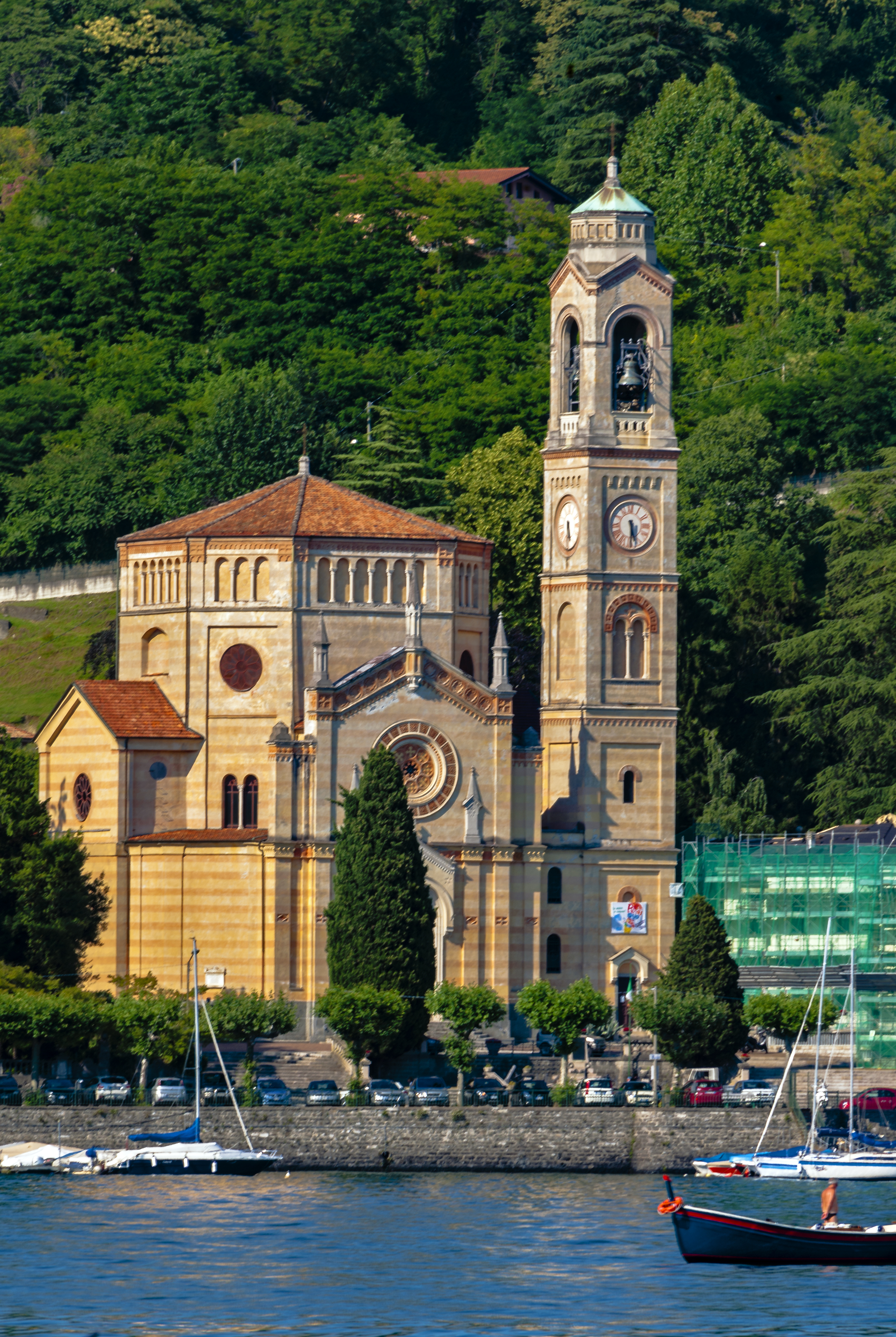
Chiesa di San Lorenzo

- Resti dell'alpe di TremezzoResti dell'Alpe di Tremezzo

### Architetture militari
Rogaro ospita i ruderi di una torretta militare risalente al tempo della guerra decennale. La fortificazione aveva le funzioni di torre semaforica.

### Architetture religiose

#### Chiesa parrocchiale di San Lorenzo
La chiesa parrocchiale di San Lorenzo è un edificio eclettico neoromanico-neogotico a pianta centrale ottagonale, realizzato in blocchi sbozzati di una pietra calcarea tipica della zona del lago di Como, detta pietra di Moltrasio.
La chiesa fu eretta in luogo della precedente parrocchiale, che dal 1637 costituiva la sede della parrocchia di Tremezzo. I lavori di costruzione della nuova chiesa iniziarono tra il 1775 e il 1776 ma si fermarono un paio di anni dopo per via della morte dei principali finanziatori, residenti fuori paese. La costruzione fu ripresa dopo quasi cento anni e terminò nel 1894.

#### Oratorio Sommariva

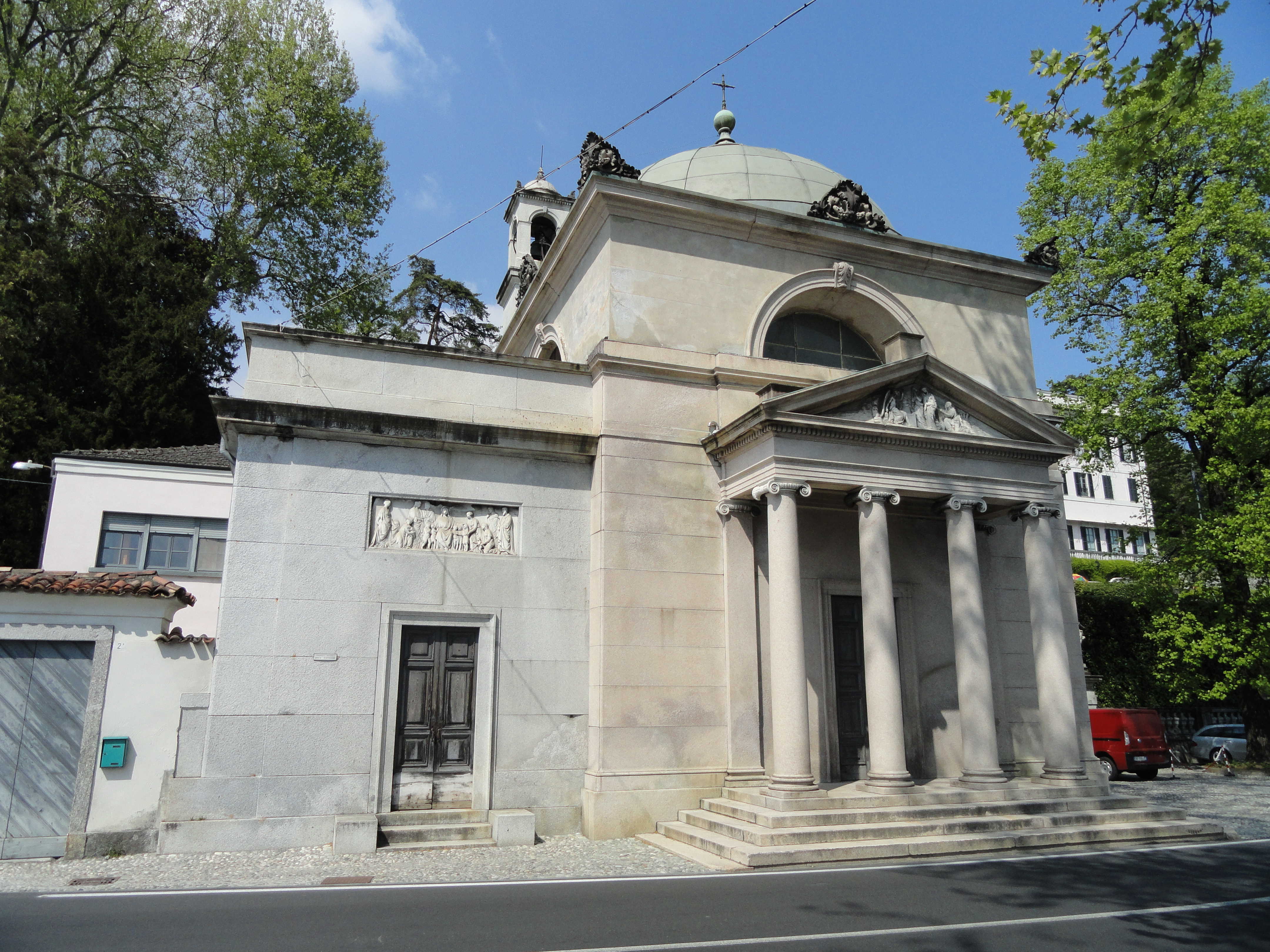
Oratorio Sommariva

L'oratorio Sommariva, situato a lato dell'ingresso di villa Carlotta, è un edificio neoclassico realizzato su progetto di Giacomo Moraglia (1855) al posto di una preesistente cappella dedicata a San Francesco Saverio.
Al suo interno si trova il monumento funebre di Giovanni Battista Sommariva, opera dello scultore Pompeo Marchesi. Affrescato da Raffaele Casnedi, l'oratorio conserva inoltre una serie di statue eseguite da Benedetto Cacciatori, Camillo Pacetti e Pietro Tenerani.

#### Chiesa della Madonna nera
In località Rogaro si trova la chiesa della Madonna nera, realizzata tra il 1733 e il 1736 da una famiglia di mercanti in contatto con la città svizzera di Rapperswil, costituisce l'unico esempio italiano di oratorio dedicato alla Madonna di Einsiedeln, della cui statua conserva una copia databile alla fine del Seicento. Secondo la tradizione, la statua proverrebbe direttamente dall'Abbazia territoriale di Einsiedeln.

#### Chiesa di San Bartolomeo
La chiesa di San Bartolomeo, documentata a partire dal XII secolo e ristrutturata in stile barocco a cavallo dei secoli XVII e XVIII, contiene un altare tardo-secentesco con colonne tortili proveniente dall'antico oratorio di San Francesco Saverio di Villa Carlotta.

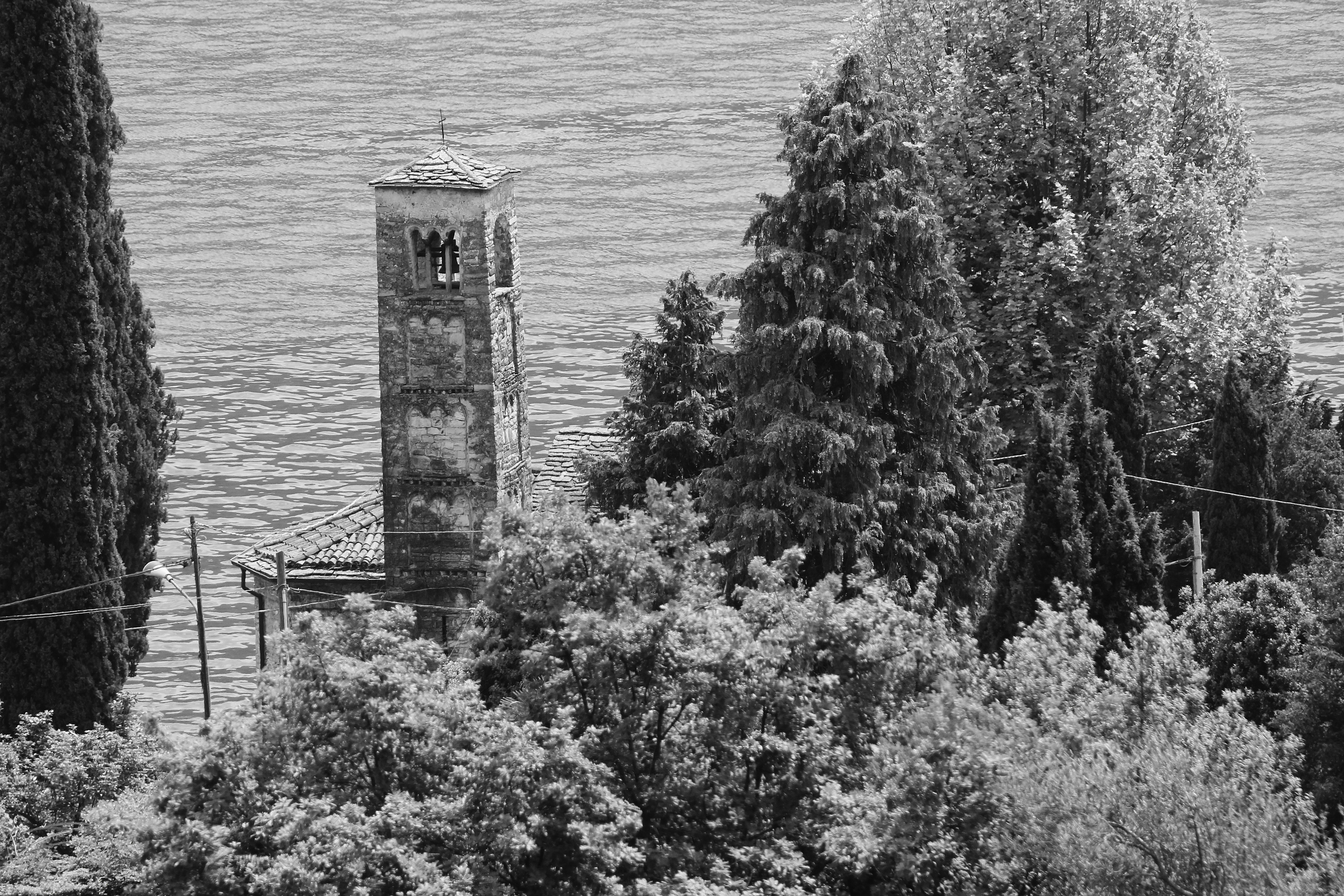
Chiesa di San Vincenzo

#### Chiesa di San Vincenzo
La chiesa di San Vincenzo, situata in frazione Portezza lungo quella che era la via Regina, presenta un campanile di origine medievale, decorato con fasce di archetti pensili e motivi a denti di sega tipici dello stile romanico che lasciano presumere una datazione tra i secoli XI e XII.

#### Chiesa dei Santi Pietro e Paolo
La chiesa dei Santi Pietro e Paolo, eretta tra il 1644 e il 1659 al posto di un precedente oratorio già attestato durante la visita del vescovo Ninguarda del 1593, presenta un edificio ad aula preceduto da pronao.
Internamente, la cappella dell'Assunta ospita una tela di Carlo Innocenzo Carloni (1734), opera raffigurante la Vergine tra i santi Michele, Giuseppe, Antonio da Padova, Giovanni Evangelista e un santo francescano giapponese.

#### Chiesa di San Rocco
La chiesa di San Rocco, anch'essa dotata di pronao, fu realizzata intorno al 1690 dagli abitanti della frazione di Viano.

## Società

### Evoluzione demografica
Abitanti censiti

### Esplicative
1. ↑  Per il dialetto comasco, si utilizza l'ortografia ticinese, introdotta a partire dal 1969 dall'associazione culturale Famiglia Comasca nei vocabolari, nei documenti e nella produzione letteraria.
2. ↑  La notizia appare a pagina 16 del giornale The Argus di Melbourne con il seguente testo: Germans Avenge Mussolini's Execution: The small Italian villages of Tremezzo, where Mussoline (sic!) was arrested, and Dongo, where he was executed,  were bombed in revenge on Tuesday by a single German plane, 15 villagers being killed and others wounded, reports an Exchange Telegraph correspondent from Como

### Bibliografiche
1. ↑  Dato Istat - Popolazione residente al 31 dicembre 2010.
2. ↑   Classificazione sismica (XLS), su rischi.protezionecivile.gov.it.
3. ↑   Tabella dei gradi/giorno dei Comuni italiani raggruppati per Regione e Provincia (PDF), in Legge 26 agosto 1993, n. 412, allegato A, Agenzia nazionale per le nuove tecnologie, l'energia e lo sviluppo economico sostenibile, 1º marzo 2011,  p. 151. URL consultato il 25 aprile 2012 (archiviato dall'url originale il 1º gennaio 2017).
4. ↑   Luciano Canepari, Tremezzo, in Il DiPI: dizionario di pronuncia italiana, Bologna, Zanichelli, 1999, ISBN 88-08-09344-1.
5. ↑   AA. VV., Dizionario di toponomastica. Storia e significato dei nomi geografici italiani., Milano, Garzanti, 1996,  p. 666, ISBN 88-11-30500-4.
6. ↑   Statuto comunale di Tremezzina, su halleyweb.com.
7. 1 2 3 4  Borghese, p. 418.
8. ↑  Alessandro Zanella, cit, p. 509.
9. ↑  Pier Angelo Marengo, Marco Luppi E il «Bazzoni» fu raso al suolo in La Provincia, Como, 28 aprile 1990, citato da G. Cavalieri (2007) a p. 147.
10. ↑  Don Fernando Nanni, Il bombardamento del '45, Il Griantino online[collegamento interrotto]
11. ↑  Si veda p. 147 G. Cavalieri (2007) e p. 293 F. Andriola (1990).
12. ↑  Combat Chronology of the US Army Air Forces April 1945 Archiviato il 7 marzo 2010 in Internet Archive.
13. ↑   Tremezzo, decreto 1977-10-09 DPR, concessione di stemma e gonfalone, su Archivio Centrale dello Stato. URL consultato il 4 agosto 2022.
14. ↑  www.villacarlotta.it
15. ↑  Trabella, cap. 27.
16. 1 2 3 4 5 6  Belloni et al., p. 195.
17. ↑  Bartolini, p. 136.
18. 1 2 3 4 5 6 7 8 9   Villa Sola Busca - complesso, Strada Statale 340 - Tremezzo (CO) – Architetture – Lombardia Beni Culturali, su lombardiabeniculturali.it. URL consultato il 31 gennaio 2020.
19. ↑  Trabella, cap. 24.
20. 1 2  Trabella, cap. 26.
21. 1 2 3   Villa Meier - complesso, Strada Statale 340 - Tremezzo (CO) – Architetture – Lombardia Beni Culturali, su lombardiabeniculturali.it. URL consultato il 31 gennaio 2020.
22. ↑  Belloni et al., p. 196.
23. 1 2 3 4 5  Trabella, cap. 23.
24. 1 2 3   Villa Silvestri, Via Provinciale Regina, 47A - Tremezzo (CO) – Architetture – Lombardia Beni Culturali, su lombardiabeniculturali.it. URL consultato il 31 gennaio 2020.
25. 1 2 3  Trabella, cap. 22.
26. 1 2 3  TCI, Le province di Como e Lecco [...], p. 303.
27. 1 2 3 4 5   Sede dell'Associazione Motonautica Italiana Lario (AMILA), Strada Statale 340 - Tremezzo (CO) – Architetture – Lombardia Beni Culturali, su lombardiabeniculturali.it. URL consultato il 31 gennaio 2020.
28. ↑   Il Faggio, La maledizione dell'isola Comacina, su Associazione Il Faggio sul Lago, 11 aprile 2021. URL consultato il 27 febbraio 2022.
29. ↑   Centomiglia del Lario, 72ª edizione, su Moda & Motori Magazine. URL consultato il 27 febbraio 2022.
30. 1 2   Villa Carlia - complesso, Via Provinciale Regina, 36 - Tremezzo (CO) – Architetture – Lombardia Beni Culturali, su lombardiabeniculturali.it. URL consultato il 31 gennaio 2020.
31. 1 2  Belloni et al., p. 247.
32. 1 2 3 4  Trabella, cap. 25.
33. ↑   Villa Boliviana - complesso, Via Provinciale Regina, 22 - Tremezzo (CO) – Architetture – Lombardia Beni Culturali, su lombardiabeniculturali.it. URL consultato il 31 gennaio 2020.
34. ↑   Villa Pensiero, Via Provinciale Regina, 11A - Tremezzo (CO) – Architetture – Lombardia Beni Culturali, su lombardiabeniculturali.it. URL consultato il 31 gennaio 2020.
35. ↑   Grand Hotel Tremezzo - complesso, Via Provinciale Regina, 8 - Tremezzo (CO) – Architetture – Lombardia Beni Culturali, su lombardiabeniculturali.it. URL consultato il 31 gennaio 2020.
36. ↑   OVOSODO- www.ovosodo.net, Albergo 5 stelle lusso sul lago di Como: Grand Hotel Tremezzo, su grandhoteltremezzo.com. URL consultato il 31 gennaio 2020.
37. ↑  Belloni et al., p. 217.
38. ↑  Belloni et al., p. 26.
39. 1 2 3   Chiesa San Lorenzo - Tremezzo, su comoeilsuolago.it. URL consultato il 31 gennaio 2020.
40. 1 2   Chiesa di S. Lorenzo - complesso, Strada Statale Regina - Tremezzo (CO) – Architetture – Lombardia Beni Culturali, su lombardiabeniculturali.it. URL consultato il 31 gennaio 2020.
41. ↑   SIUSA - Parrocchia di S. Lorenzo in Tremezzo, su siusa.archivi.beniculturali.it. URL consultato il 31 gennaio 2020.
42. ↑   Oratorio Sommariva, Via Provinciale Regina - Tremezzo (CO) – Architetture – Lombardia Beni Culturali, su lombardiabeniculturali.it. URL consultato il 31 gennaio 2020.
43. ↑   Oratorio Sommariva - Tremezzina, su myLakeComo.co. URL consultato il 2 febbraio 2020.
44. 1 2  TCI, Le province di Como e Lecco [...], pp. 303-304.
45. ↑   Lago di Como, riapre Oratorio Sommariva - Lombardia, su ANSA.it, 29 giugno 2016. URL consultato il 2 febbraio 2020.
46. ↑   Chiesa della Madonna Nera, Piazza dell'Oratorio - Tremezzo (CO) – Architetture – Lombardia Beni Culturali, su lombardiabeniculturali.it. URL consultato il 31 gennaio 2020.
47. ↑   Chiesa della Madonna di Einsiedeln - Tremezzina, su myLakeComo.co. URL consultato il 31 gennaio 2020.
48. 1 2   Chiesa di San Bartolomeo - Tremezzina, su myLakeComo.co. URL consultato il 2 febbraio 2020.
49. ↑   Chiesa di S. Bartolomeo, Strada Statale Regina - Tremezzo (CO) – Architetture – Lombardia Beni Culturali, su lombardiabeniculturali.it. URL consultato il 31 gennaio 2020.
50. ↑   Chiesa di S. Vincenzo - complesso, Via Regina Teodolinda - Tremezzo (CO) – Architetture – Lombardia Beni Culturali, su lombardiabeniculturali.it. URL consultato il 31 gennaio 2020.
51. ↑  Belloni et al., p. 138.
52. ↑   Chiesa di San Vincenzo - Tremezzina, su myLakeComo.co. URL consultato il 2 febbraio 2020.
53. ↑   Chiesa di S. Pietro, Via Larga - Tremezzo (CO) – Architetture – Lombardia Beni Culturali, su lombardiabeniculturali.it. URL consultato il 31 gennaio 2020.
54. ↑   Chiesa di S. Pietro, Via Larga - Tremezzo (CO) – Architetture – Lombardia Beni Culturali, su lombardiabeniculturali.it. URL consultato il 2 febbraio 2020.
55. ↑   Chiesa dei Santi Pietro e Paolo - Tremezzina, su myLakeComo.co. URL consultato il 2 febbraio 2020.
56. ↑   Chiesa di S. Rocco, Vicolo San Rocco - Tremezzo (CO) – Architetture – Lombardia Beni Culturali, su lombardiabeniculturali.it. URL consultato il 31 gennaio 2020.
57. ↑   Chiesa di San Rocco - Tremezzina, su myLakeComo.co. URL consultato il 2 febbraio 2020.
58. ↑  Statistiche I.Stat - ISTAT; URL consultato in data 28 dicembre 2012.